# Кейні (Канзас)
Кейні (англ. Caney) — місто (англ. city) в США, в окрузі Монтгомері штату Канзас. Населення — 1788 осіб (2020).

## Географія
Кейні розташоване за координатами 37°0′49″ пн. ш. 95°55′55″ зх. д. / 37.01361° пн. ш. 95.93194° зх. д. (37.013573, -95.931931).  За даними Бюро перепису населення США в 2010 році місто мало площу 3,49 км², з яких 3,49 км² — суходіл та 0,00 км² — водойми.

## Демографія
Згідно з переписом 2010 року, у місті мешкали 2203 особи в 866 домогосподарствах у складі 574 родин. Густота населення становила 630 осіб/км².  Було 1020 помешкань (292/км²).
Расовий склад населення:
| - 86,2 % — білих - 5,8 % — корінних американців - 0,7 % — чорних або афроамериканців - 0,2 % — азіатів - 0,1 % — вихідців з тихоокеанських островів |

До двох чи більше рас належало 6,0 %. Частка іспаномовних становила 5,1 % від усіх жителів.
За віковим діапазоном населення розподілялося таким чином: 25,8 % — особи молодші 18 років, 58,4 % — особи у віці 18—64 років, 15,8 % — особи у віці 65 років та старші. Медіана віку мешканця становила 35,9 року. На 100 осіб жіночої статі у місті припадало 93,6 чоловіків;  на 100 жінок у віці від 18 років та старших — 88,5 чоловіків також старших 18 років.
Середній дохід на одне домашнє господарство  становив 38 729 доларів США (медіана — 27 419), а середній дохід на одну сім'ю — 48 656 доларів (медіана — 41 492). За межею бідності перебувало 27,1 % осіб, у тому числі 30,3 % дітей у віці до 18 років та 15,5 % осіб у віці 65 років та старших.
Цивільне працевлаштоване населення становило 809 осіб. Основні галузі зайнятості: виробництво — 23,5 %, освіта, охорона здоров'я та соціальна допомога — 18,4 %, мистецтво, розваги та відпочинок — 14,8 %, роздрібна торгівля — 12,4 %.